# Montrevel-en-Bresse (tổng)
Tổng Montrevel-en-Bresse là một tổng của Pháp nằm ở tỉnh Ain trong vùng Rhône-Alpes.

## Địa lý
Tổng này được tổ chức xung quanh Montrevel-en-Bresse ở quận Bourg-en-Bresse. Độ cao ở đây từ 183 m (Jayat) đến 233 m (Attignat) với độ cao trung bình 213 m.

## Hành chính
| Giai đoạn | Ủy viên           | Đảng      | Tư cách                                |
| --------- | ----------------- | --------- | -------------------------------------- |
| 2008-2014 | Jean-Pierre Roche | DVG       |                                        |
| 2001-2008 | Bernard Fonteneau | DVG       |                                        |
| 19---1940 | Prosper Blanc     | Rad. ind. | Député-maire de Saint-Martin-le-Châtel |

## Số đơn vị
Tổng Montrevel-en-Bresse groupe 14 xã và có dân số 12 416 dân (theo điều tra dân số năm 1999, số lượng không tính trùng).
| Xã                     | Dân số | Mã bưu chính | Mã insee |
| ---------------------- | ------ | ------------ | -------- |
| Attignat               | 1 924  | 01340        | 01024    |
| Béréziat               | 340    | 01340        | 01040    |
| Confrançon             | 862    | 01310        | 01115    |
| Cras-sur-Reyssouze     | 907    | 01340        | 01130    |
| Curtafond              | 590    | 01310        | 01140    |
| Étrez                  | 642    | 01340        | 01154    |
| Foissiat               | 1 562  | 01340        | 01163    |
| Jayat                  | 773    | 01340        | 01196    |
| Malafretaz             | 674    | 01340        | 01229    |
| Marsonnas              | 727    | 01340        | 01236    |
| Montrevel-en-Bresse    | 1 994  | 01340        | 01266    |
| Saint-Didier-d'Aussiat | 666    | 01340        | 01346    |
| Saint-Martin-le-Châtel | 652    | 01310        | 01375    |
| Saint-Sulpice          | 103    | 01340        | 01387    |

## Biến động dân số
| 1962                                                     | 1968  | 1975  | 1982   | 1990   | 1999   |
| -------------------------------------------------------- | ----- | ----- | ------ | ------ | ------ |
| 9 108                                                    | 9 917 | 9 946 | 11 025 | 11 374 | 12 416 |
| Nombre retenu à partir de 1962 : dân số không tính trùng |       |       |        |        |        |